# Calligrapha californica
Calligrapha californica är en skalbaggsart som beskrevs av Linell 1896. Calligrapha californica ingår i släktet Calligrapha och familjen bladbaggar.

## Underarter
Arten delas in i följande underarter:
- C. c. californica
- C. c. coreopsivora

## Bildgalleri

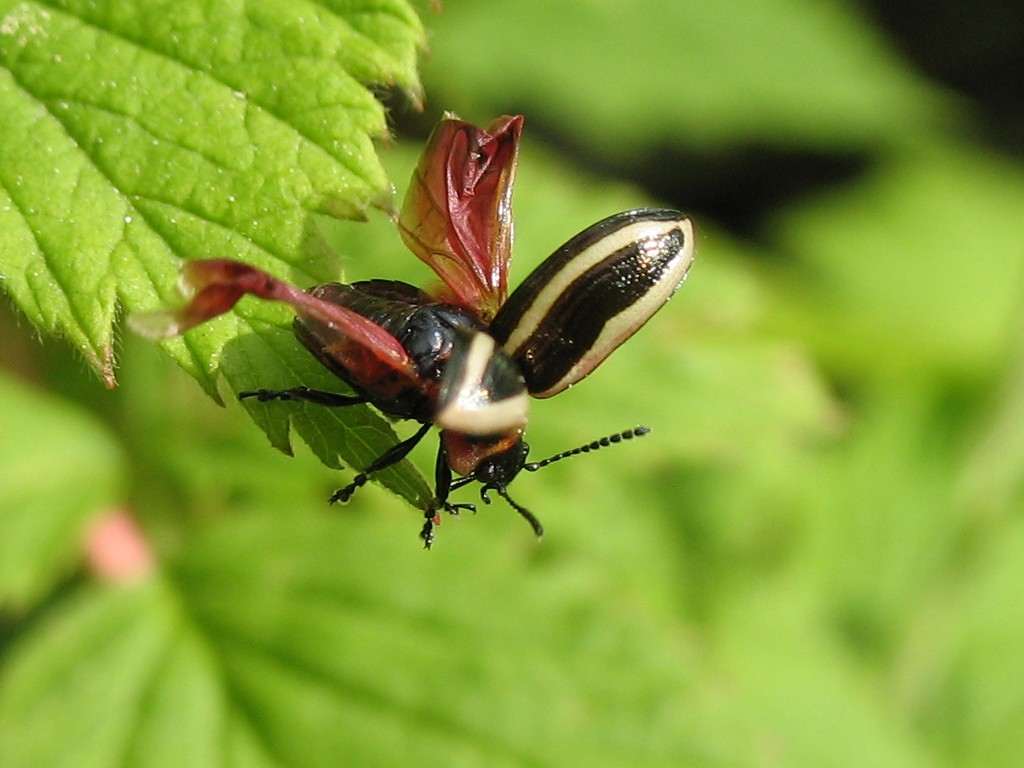
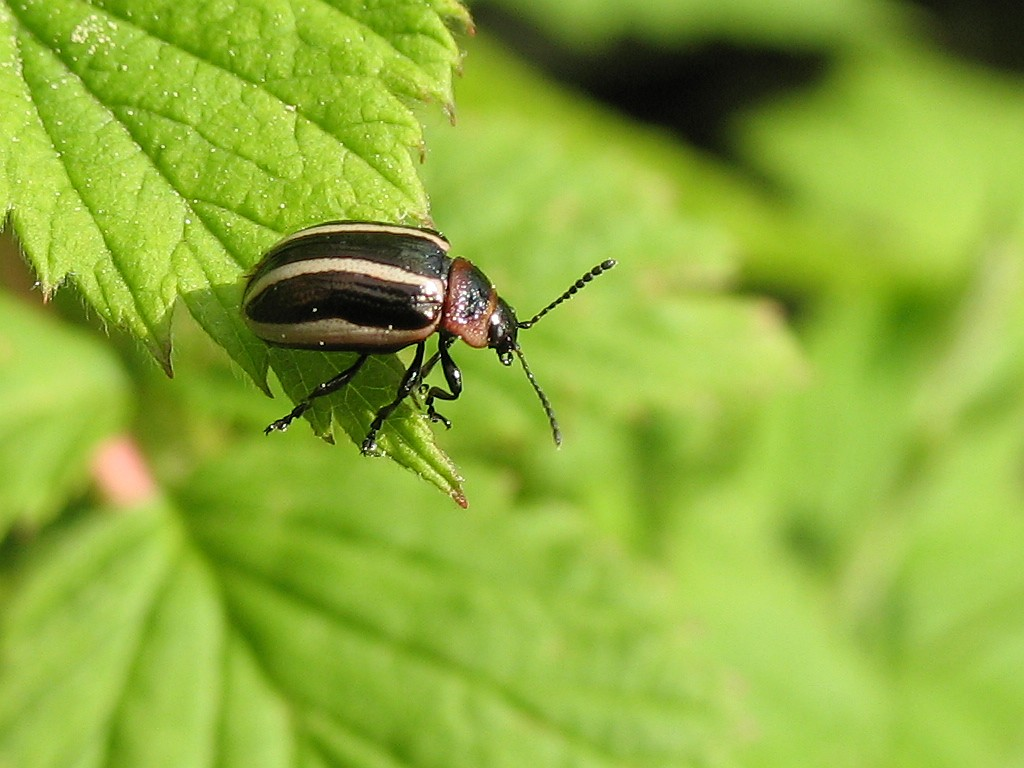